# Сарабун Олександр Вікторович
Олекса́ндр Ві́кторович Сарабун — старший сержант МВС України, учасник російсько-української війни.

## Життєпис
В мирний час проживає у місті Могилів-Подільський, 1 вересня 2014-го син пішов до 1-го класу.
У часі війни — доброволець, воював в складі батальйону «Донбас», виривався з оточення під Іловайськом — його машина в колоні йшла четвертою, всі три передні прідбили прицільно, з великокаліберного кулемета пострілом роздробило праву ногу, потрапив до полону. Через 3 дні був обміняний на російських військовополонених. У Дніпропетровській лікарні повідомили: або ампутація ноги, або смерть.
В серпні 2015 року повернувся до армії на протезі — у 46-му батальйоні «Донбас-Україна» відповідає за матеріальне забезпечення підрозділу.

## Нагороди
За особисту мужність і героїзм, виявлені у захисті державного суверенітету та територіальної цілісності України, вірність військовій присязі під час бойових дій та при виконанні службових обов'язків, відзначена —
- 13 серпня 2015 року —

нагороджений орденом За мужність III ступеня.